# Сахаро-Средиземноморский нефтегазоносный бассейн
Сахаро-средиземноморский нефтегазоносный бассейн — нефтегазоносный бассейн расположенный на территории Северной Африки (Алжир, Тунис, Ливия, Египет), Ближнего Востока и Средиземноморья.

## Характеристика
- Площадь — 2100 тыс. км² (800 тыс. км² акватории).
- Запасы нефти — 5000 млн т, газа — 1000 млрд м³.
- Скважины: 325 нефтяных и газовых, крупнейшие: Серир (870 млн т), Амаль (570 млн т), Джалу (540 млн т), Насер (290 млн т).
- Глубина залегания — 670—3600 м.
- Годовая добыча: нефти — 55 млн т., газа — 15 млн м³.
- Разрабатывается 60 месторождений, скважинной технологией.